# 1845 aux échecs
| Années des échecs : 1842 - 1843 - 1844 - 1845 - 1846 - 1847 - 1848    |
| Décennies des échecs : 1810 - 1820 - 1830 - 1840 - 1850 - 1860 - 1870 |

Cet article présente les faits marquants de l'année 1845 aux échecs.

## Événements majeurs
- Défaite des joueurs parisiens lors d’un match par correspondance. Cette défaite met fin à la suprématie française sur le jeu d’échecs[1].

## Matchs amicaux
- États-Unis : Charles Stanley - Eugene Rousseau 19-12 (+15 -8 =8) Nouvelle-Orleans Decembre1845[2]

## Naissances
- Johann Berger
- Cecil de Vere